# Andrzej Dragan
Andrzej Dragan (nacido el 16 de mayo de 1978 en Konin, Polonia), doctor en física cuántica, músico, videógrafo y fotógrafo polaco es conocido internacionalmente por sus obras fotográficas y vídeos cortos, realizados tanto para un uso personal como por encargo para marcas reconocidas como Sony Playstation, Energizer, Converse y Amnistía Internacional, entre otras. Su carrera como fotógrafo comienza en 2003, cuando desarrolla su propia técnica de procesamiento digital, que él denomina en polaco: "retuszem światłem" (retoque de la luz).

## Biografía
Dragan estudió física en Varsovia, Oxford, Ámsterdam y Lisboa. Su tesis fue galardonada en 2001 como mejor tesis de maestría de Polonia. En 2001 y 2002 recibió una beca de la Fundación Europea de la Ciencia. En 2005 se doctoró con una tesis sobre la mecánica cuántica. Después recibió el cargo de asistente de investigación en el campo de la "óptica cuántica y la física atómica" en el Instituto de Física Teórica de la Universidad de Varsovia. En el año académico 2008 fue becario de investigación en el Imperial College de Londres. En 2010 fue galardonado con una beca de dos años desde el Ministerio de Educación de Polonia para jóvenes científicos sobresalientes.

## Exposiciones
La exposición "Allegories & Macabresques"  constaba de 18 retratos que estuvieron expuestos en el período de 2004 a 2007 donde aparecían, entre otros: Jan Peszek, Jerzy Urban, Andrzej Mleczko, Jan Riesenkampf, Mads Mikkelsen y David Lynch. El retrato de Lynch apareció en la portada de la revista italiana Zoom. Más allá de ser meros retratos, Dragan transmite en su obra algo peculiar sobre el retratado. Él mismo indicaba: "Algunas personas dicen que los buenos retratos revelan alguna verdad oculta del modelo retratado. Con tristeza, debo confesar que ese tipo de personas no encontrarán nada interesante en mis fotografías, simplemente porque no tienen ese propósito" .
Además, sus obras han formado parte de varias exposiciones colectivas.

## Premios

### Fotografía
- International Photography Masters Cup Londlllon: Medalla de plata (2010).
- KTR advertising festival: Medalla de Oro y plata (2006), dos platas y un bronce (2007), dos oros, dos platas y dos bronces (2008), oro (2014).
- Digital Camera Magazine (UK): PHOTOGRAPHER OF THE YEAR (2007).
- CORBIS Photography Awards: Plata (200
- GOLDEN DRUM Advertising Festival: Oro (200).
- EPICA Awards: Bronce (2007).
- PILSNER URUQUELL Contest: tercer premio (2007).
- CANNES Festival: nominado al the Cannes Lion award (2006).

### Vídeo
- KTR advertising festival: oro (2014).

### Ciencia
- Premio a "Outstanding Young Scientists" del Ministerio de Educación de Polonia (2010-2012).
- Premio del "Dean of Physics Department" por el curso de Teoría de la Relatividad (2010).
- Premio Nacional para Jóvenes Estudiantes de la Fundación para la ciencia Polaca  (2003, 2004).
- Zostancie z nami scholarship from the major Polish weekly magazine Polityka (2004).
- Beca en Clarendon Laboratory, University of Oxford, UK (2002).
- Beca European Science Foundation, University of Oxford, UK (2001, 2002).
- Primer premio de la Polish Physical Society para la mejor MSc tesis en física de Polonia (2001).

## Efecto Dragan

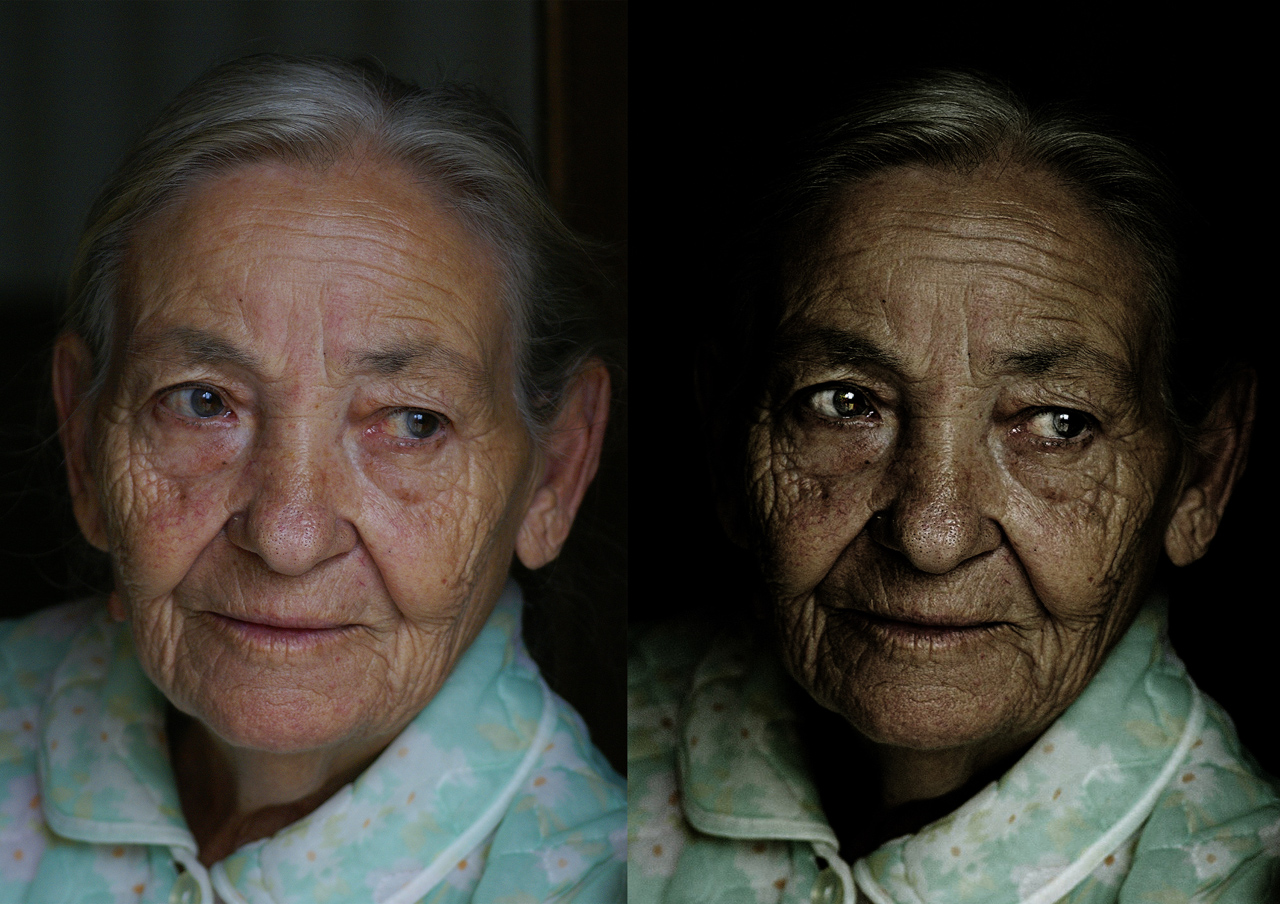
Una imitación del "efecto Dragan"

Su proceso creativo y técnica de procesado digital de la imagen, que ha sido imitada en los últimos años por numerosos fotógrafos de todo el mundo, se caracteriza por un realismo crudo con especial interés en los detalles, buscando un aspecto cercano a la pintura, que podría recordar a pintores holandeses. Domina la puesta en escena, el tratamiento del color, y la gestión del contraste por zonas, con un efecto claroscuro que consigue eclipsar detalles de menor importancia.